# Saint-Avit (Lot-et-Garonne)
Saint-Avit é uma comuna francesa na região administrativa da Nova Aquitânia, no departamento de Lot-et-Garonne. Estende-se por uma área de 8,95 km². Em 2010 a comuna tinha 174 habitantes (densidade: 19,4 hab./km²).